# 天満社 (八王子市)
天満社（てんまんしゃ）は、東京都八王子市にある神社。北野町の地名の由来になっている。旧社格は村社、ここでは末社の塩竃神社も説明する。

## 歴史
- 創建は不明、横山党の一族が京都北野天満宮を勧請したとされている[2][3]。
- 1591年（天正19年）〜1860年（万延元年）5石の社領を拝領する[1]。
- 江戸時代将軍に武運長久の祈願札を毎年献上していた[1]。
- 1600年代ご神木であるケヤキが植えられる。
- 1664年（寛文4年）社殿を再建する。
- 1880年（明治13年）唐破風向拝の社殿を再建する。
- 1963年（昭和38年）北野駅周辺の区画整理により由井第一小学校内にあった北野石器時代住居跡（市指定文化財）が移設される[4]。
- 1976年（昭和51年）菅公1075年忌事業により社殿を銅板葺きに改修する。

## 御神木
1600年代に植えられたとされるケヤキは現代でも境内にある。
2010年代から天満社外周のケヤキやサクラなどの枝が道路にはみ出すなどしているため、市から剪定するように行政指導を受け、
2019年12月には国土交通省からも当月中に剪定するよう行政指導を受けているが、応じる気配がない。
2020年6月20日に国土交通省相武国道事務所と八王子市が行政代執行法に基づき、はみ出た枝を強制的に伐採した。

## 文化財
北野石器時代住居跡八王子市指定史跡・旧跡

## 交通
- 京王線 北野駅 北口 徒歩3分[1]
- 八王子バイパス 打越IC

## 塩竃神社
鹽竈神社とも。腹帯神社として有名である。天満社の右側に並んでいる。

## 関連文献
- 「北野村 天満宮」『新編武蔵風土記稿』 巻ノ100多磨郡ノ12、内務省地理局、1884年6月。NDLJP:763990/49。